# Vulpes vulpes harrimani
Vulpes vulpes harrimani es una subespecie de  mamíferos carnívoros  de la familia Canidae.

## Distribución geográfica
Se encuentra en la Isla Kodiak (Alaska, los Estados Unidos).